# Jordanoleiopus kivuensis
Jordanoleiopus kivuensis es una especie de escarabajo longicornio del género Jordanoleiopus, tribu Acanthocinini, familia Cerambycidae. Fue descrita científicamente por Breuning en 1956.

## Distribución
Se distribuye por República Democrática del Congo.

## Descripción
La especie mide 4 milímetros de longitud. El período de vuelo ocurre en el mes de noviembre.